# Campionati del mondo di ciclismo su pista 2010 - Keirin femminile
La keirin donne è stato uno dei nove eventi femminili disputati ai Campionati del mondo di ciclismo su pista 2010 di Ballerup, in Danimarca. La lituana Simona Krupeckaitė ha vinto la medaglia d'oro.
La gara ha visto le partecipazione di 21 atleti rappresentanti 18 Paesi differenti. La fase di qualificazione e la finale sono state disputate entrambe il 28 marzo 2010.

## Risultati

### Primo turno
Si svolgono tre batterie: i primi due atleti di ognuna passano al turno successivo, mentre gli altri effettuano i ripescaggi.
| Pos. | Atleta          | Note |
| ---- | --------------- | ---- |
| 1    | Emily Rosemond  | QS   |
| 2    | Guo Shuang      | QS   |
| 3    | Jessica Varnish |      |
| 4    | Lisandra Guerra |      |
| 5    | Miriam Welte    |      |
| 6    | Lyubov Shulika  |      |
| DNF  | Elisa Frisoni   |      |

| Pos. | Atleta             | Note |
| ---- | ------------------ | ---- |
| 1    | Victoria Pendleton | QS   |
| 2    | Clara Sanchez      | QS   |
| 3    | Kaarle McCulloch   |      |
| 4    | Christin Muche     |      |
| 5    | Monique Sullivan   |      |
| 6    | Yvonne Hijgenaar   |      |
| 7    | Lee Wai Sze        |      |

| Pos. | Atleta             | Note |
| ---- | ------------------ | ---- |
| 1    | Simona Krupeckaitė | QS   |
| 2    | Anna Meares        | QS   |
| 3    | Renata Dąbrowska   |      |
| 4    | Willy Kanis        |      |
| 5    | Sandie Clair       |      |
| 6    | Olga Panarina      |      |
| 7    | Victoria Baranova  |      |

### Ripescaggi
Le prime due di ogni ripescaggio sono passate al secondo turno.
| Pos. | Atleta            | Note |
| ---- | ----------------- | ---- |
| 1    | Willy Kanis       | QS   |
| 2    | Monique Sullivan  | QS   |
| 3    | Jessica Varnish   |      |
| 4    | Lyubov Shulika    |      |
| 4    | Victoria Baranova |      |

| Pos. | Atleta           | Note |
| ---- | ---------------- | ---- |
| 1    | Christin Muche   | QS   |
| 2    | Kaarle McCulloch | QS   |
| 3    | Sandie Clair     |      |
| 4    | Yvonne Hijgenaar |      |
| 5    | Elisa Frisoni    |      |

| Pos. | Atleta           | Note |
| ---- | ---------------- | ---- |
| 1    | Olga Panarina    | QS   |
| 2    | Miriam Welte     |      |
| 3    | Renata Dąbrowska |      |
| 5    | Lisandra Guerra  |      |
| 6    | Lee Wai Sze      |      |

### Secondo turno
Le 12 atlete qualificate si affrontano in due batterie da 6 ognuna; le prime 3 si qualificano per la finale.
| Pos. | Atleta             | Note |
| ---- | ------------------ | ---- |
| 1    | Clara Sanchez      | Q    |
| 2    | Simona Krupeckaitė | Q    |
| 3    | Olga Panarina      | Q    |
| 4    | Emily Rosemond     |      |
| 5    | Monique Sullivan   |      |
| 6    | Christin Muche     |      |

| Pos. | Atleta             | Note |
| ---- | ------------------ | ---- |
| 1    | Victoria Pendleton | Q    |
| 2    | Kaarle McCulloch   | Q    |
| 3    | Miriam Welte       | Q    |
| 4    | Guo Shuang         |      |
| 5    | Willy Kanis        |      |
| 6    | Anna Meares        |      |

### Finale 7º-12º posto
| Pos. | Atleta           | Note |
| ---- | ---------------- | ---- |
| 7    | Anna Meares      |      |
| 8    | Guo Shuang       |      |
| 9    | Monique Sullivan |      |
| 10   | Christin Muche   |      |
| -    | Emily Rosemond   | REL  |
| -    | Willy Kanis      | REL  |

### Finale
| Pos. | Atleta             | Note |
| ---- | ------------------ | ---- |
| 1    | Simona Krupeckaitė |      |
| 2    | Victoria Pendleton |      |
| 3    | Olga Panarina      |      |
| 4    | Kaarle McCulloch   |      |
| 5    | Miriam Welte       |      |
| 6    | Clara Sanchez      |      |